# 贝宁马列主义共产党
贝宁马列主义共产党（法語：Parti communiste marxiste-léniniste du Bénin，缩写为PCMLB）是贝宁的一个共产主义政党。1999年，该党成立于科托努。该党的领导人是马格卢瓦尔·扬苏努，他原为贝宁共产党成员，后在1998年贝宁共产党的一次党内危机中被开除。
该党是贝宁第112个合法注册的政党。
该党曾派代表出席国际共产主义研讨会。